# Завади-Старі
Завади-Старі (пол. Zawady Stare) — село в Польщі, у гміні Нове Място Плонського повіту Мазовецького воєводства.
Населення — 97 осіб (2011).
У 1975-1998 роках село належало до Цехановського воєводства.

## Демографія
Демографічна структура станом на 31 березня 2011 року:
|          | Загалом | Допрацездатний вік | Працездатний вік | Постпрацездатний вік |
| -------- | ------- | ------------------ | ---------------- | -------------------- |
| Чоловіки | 49      | 10                 | 33               | 6                    |
| Жінки    | 48      | 9                  | 24               | 15                   |
| Разом    | 97      | 19                 | 57               | 21                   |